# Dumaguete
Dumaguete é uma cidade de terceira classe de renda da cidade na província Negros Oriental, nas Filipinas. De acordo com o censo de 1 maio  de  2020 possui uma população de 134 103 pessoas e 32 276 domicílios.
Dumaguete é referido como uma cidade universitária, por causa da presença de quatro universidades e uma série de outras faculdades, que atraem grande parte dos alunos de nível superior da província. A cidade também é um destino popular para os estudantes de ensino superior de províncias vizinhas e cidades em Visayas e Mindanao. A universidade mais conhecida é a Universidade Silliman, a primeira universidade americana na Ásia. Há também 18 escolas públicas e 8 escolas privadas. A população estudantil da cidade é estimada em 30.000.
A cidade atrai um número considerável de turistas estrangeiros, especialmente europeus, devido ao acesso fácil a partir da balsa de Cebu, a disponibilidade de resorts de praia e locais de mergulho, e a atração com golfinhos e baleias, na cidade vizinha de Bais City. A fonte de energia da cidade vem da usina de energia geotérmica em Palinpinon, Valencia. A cidade tem linhas de fibra ótica redundantes e é um ponto focal para as telecomunicações. É o ponto de aterragem para cabos de fibra óptica que ligam o processo de energia para Manila, capital das Filipinas, Luzon, bem como para outras grandes cidades no sul das Filipinas.